# Lithospermum peruvianum
Lithospermum peruvianum là loài thực vật có hoa trong họ Mồ hôi. Loài này được A. DC. mô tả khoa học đầu tiên năm 1846.